# Kingston Bagpuize with Southmoor
Kingston Bagpuize with Southmoor är en civil parish i Storbritannien.   Den ligger i grevskapet Oxfordshire och riksdelen England, i den södra delen av landet, 90 km väster om huvudstaden London.